# Historia LGBT w Polsce

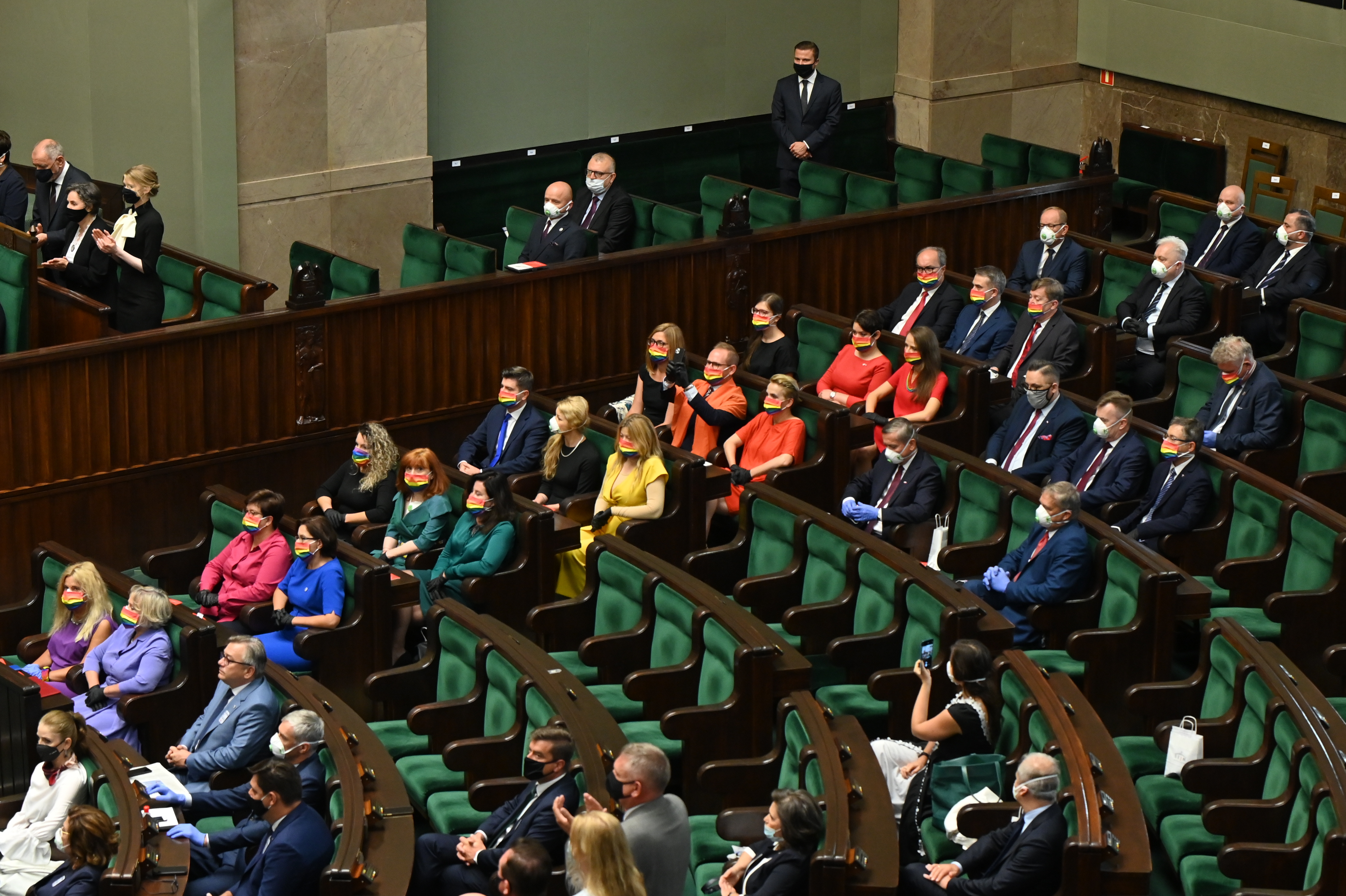
Członkowie sejmowej opozycji tworzą ze swoich ubrań tęczę na inauguracji prezydenta Andrzeja Dudy w 2020.

Od początku polskiej państwowości i chrystianizacji, żadne prawo polskie (poza prawami zaborców i okupantów) nie kryminalizowało homoseksualności. Pomimo tego homoseksualność była tematem tabu przez większość epok, co wpłynęło na brak źródeł historycznych na ten temat. Homofobia była częsta, również za sprawą wpływu Kościoła Katolickiego i konserwatyzmu w strefach społecznych. Po odzyskaniu niepodległości aktywność homoseksualna w Polsce została zdekryminalizowana w 1932.

## Wczesna historia
Z powodu braku źródeł historycznych i aktywnego niszczenia materialnych przedmiotów kultu pogańskiego ze strony Kościoła katolickiego na przestrzeni wieków trudno jest zrekonstruować słowiańskie praktyki religijne, zwyczaje i tradycje, związane z osobami LGBT. Z późniejszych wieków zachowały się zapisy dotyczące tradycyjnych wierzeń ludowych w upiory i wiedźmy, które, posiadając dwa serca (później, pod wpływem chrześcijaństwa, dwie dusze), „aż do siódmego roku w każdym nowiu przybierają postać innej płci” i podobnie płynne płciowo płanetniczki.
Większość schrystianizowanych państw słowiańskich przyjmowało zwyczaj pobratymstwa (bratotvorenie/pobratymienie/pobratimstvo – tłumaczenie greckiego adelphopoiesis) Dokładna natura tych związków nadal jest niejednoznaczna, a różne interpretacje wywołują kontrowersje wśród historyków. Świadectwa ceremonii pobratymstwa dowodzą jej istnienia w historii Kościoła Katolickiego do XIV wieku, a w historii Kościoła Prawosławnego do wczesnego XX wieku. Śluby pobratymstwa znajdują się w polskich książkach modlitewnych do XVIII wieku w okolicy Chełma i Przemyśla. XIX-wieczna powieść historyczna Zygmunta Kaczkowskiego Bracia ślubni zawiera opis takiego rytuału zawartego w kościele przez bohaterów (dwóch młodych szlachciców) około 1760 roku i bardzo przypominającego ślub kościelny – elementami takimi jak np. wymianą obrączek przed księdzem.
Bolesław V Wstydliwy nigdy nie skonsumował swojego małżeństwa z księżną Kingą (która po jego śmierci wstąpiła do zakonu), natomiast oboje złożyli śluby czystości, co niektórzy historycy interpretują jako dowód homoseksualności. Król w 1265 adoptował o 15 lat młodszego księcia sieradzkiego Leszka Czarnego, który stał się prawowitym dziedzicem księstwa krakowsko-sandomierskiego. Bolesław i Leszek współpracowali w wielu wojnach i bitwach. Małżeństwo Leszka z księżną Gryfiną nie było udane, a po kilku latach księżna wywołała skandal, ogłaszając publicznie, że jej mąż był impotentem.
Historycznie, prawdziwa lub tylko zasugerowana „sodomia” była używana jako oskarżenie przeciwko wrogom politycznym i ideologicznym, albo jako sposób oczernienia martwych postaci historycznych. Według kronikarza Jana Długosza Bolesław II Szczodry miał zaznać „sodomii” podczas pobytu w Kijowie na wyprawie wojennej, „bo tam każdy to robił”, i odtąd żyć ze swoją klaczą niczym żoną obsypując ją kosztownościami (Długosz mówi więc o zoofilii jako „sodomii”). Długosz twierdził również, że porażka pod Warną i śmierć króla Władysława Warneńczyka, jedynego niekanonizowanego króla spod Warny, była karą za „paziolubstwo” króla. Kronikarz stwierdził, iż król in marium libidinem proclivus – „zażywał męskich rozkoszy”, później dodatkowo określonych jako wstrętne i przeciwne czystości. We współczesnych pracach pojawiają się sugestie, że „być może król miał przez krótki czas stałego partnera, którym był starszy od niego o kilkanaście lat sekretarz Jan, syn kasztelana lwowskiego [Seńka z Siennowa]” czy że król wyruszył przeciwko Osmanom „mając nadzieję, że zwycięstwo otworzy przed nim ogromne możliwości i ułatwi swobodne ułożenie własnego życia”.
Prawo niemieckie, na którym lokowano wiele miast, karało łamanie szóstego przykazania śmiercią. Przykładowo w „Artykułach prawa majdeburskiego” Bartłomieja Groickiego (1558) zostało to zapisane:

Jako mają być karani ci, co przeciwko przyrodzeniu grzeszą (artykuł LXXI)
Gdzieby kto takowy nalezion był, żeby abo z bydlęciem, abo chłop z chłopem przeciw przyrodzeniu sprawę miał, takowi mają na gardle być skarani a według obyczaja ogniem mają być spaleni, bez wszelakiego zmiłowania i łaski, ponieważ to haniebny i sromotny grzech jest i ma być srodze karan.

Pomimo tego, według zachowanych akt, sędziowie zazwyczaj karali cudzołożników więzieniem, grzywną lub pręgierzem. Mieszkańcy wsi byli często pobłażliwi wobec stosunków pozamałżeńskich w ich społecznościach. W Europie homoseksualistów (i inne mniejszości) zwalczano głównie w wielkich miastach i obszarach o sporym zagęszczeniu, a Rzeczpospolita była państwem wiejskim i przestrzennym, pozbawionym większych miast poza Gdańskiem i Warszawą. Łącznie znamy obecnie jedynie siedem przypadków sądowych z wątkiem homoseksualnym, z którym w tylko dwóch nie ma wątpliwości iż było to główne przewinienie. Brak jest jednak śladów szerszych „polowań na homoseksualistów” czy „paniki moralnej”, sporadycznie występujących na Zachodzie.
Jeden z dwóch znanych wyroków śmierci za „grzechy przeciwko naturze” został wykonany w podkrakowskim Kazimierzu w sprawie Wojciecha Skwarskiego z Poznania w 1561. Gdy był młody, zaistniały problemy ze zidentyfikowaniem go płciowo, dlatego w poznańskim ratuszu oglądali go urzędnicy wraz z burmistrzem; ostatecznie nakazano matce by „go nosiła za niewiastę” i tak też się działo, aż Wojciech okradł matkę i wyruszył w podróż. W trakcie niej poślubił trzech mężczyzn. Pierwszym był Sebastian Słodownik, którego prawdopodobnie Wojciech zabił uderzeniem cegłą w kłótni, drugim Wawrzyniec Włoszek z Krakowa, a trzecim kowal Jan (którego poślubił będąc w związku małżeńskim z Wawrzyńcem). W małżeństwie i Wojciech i Sebastian znaleźli sobie po kobiecie z którymi współżyli. Wyrok sądu (spalenie na stosie) brał pod uwagę inne przewinienia Wojciecha, który często okradał gospodarzy przed ucieczką i zmianą miejsca zamieszkania, odbywał stosunki z (również zamężnymi) kobietami i miał prowadzić zamtuz w Poznaniu. Sprawa Wojciecha (i jego niejednoznacznej płci) została opisana przez Leona Wachholza w Przyczynku do dziejów obojnactwa, z przytoczeniem tekstu akt. Drugi wyrok śmierci miał miejsce w Sieradzu w 1633 roku i dotyczył piekarza Marcina Gołka oraz jego czeladnika, Wojciecha ze Sromotki. Obaj oskarżeni wzajemnie spychali na siebie winę. Czeladnik najpierw chciał donieść na mistrza, iż to on po pijanemu inicjował schadzki i płacił uczniowi od półtora do trzech groszy za milczenie. Mistrz mówił zaś, że do sodomii przywiódł go czeladnik, a on się zgodził będąc pijanym. Ostatecznie obaj zostali spaleni.
Kolejna znana sytuacja karania sodomii (nie śmiercią), to proces w Chęcinach z 1642 roku. Agnieszka Kuśnierczanka została oskarżona o „przebranie w szaty męskie i popełnienie w takowych wielu zbrodni, to jest wszeteczeństwa, pijatyki, zalotów męskich zmyślonych”, a później kradzież 160 czerwonych złotych. Sąd stwierdził, że sam ostatni uczynek wystarczy aby ukarać za to śmiercią, „jednak urząd niniejszy nie tak krwie chciwy, i to karanie na gardle w lżejsze obracając” nakazał publicznie obedrzeć Kuśnierczankę z męskich szat, obić rózgami, obciąć warkocz i włożyć czepek. Na końcu wyrzucono ją z miasta, do którego nie mogła już wracać pod groźbą śmierci. Podobnie w 1688 Trybunał Inkwizycyjny w Gdańsku badał sprawę Lorentza Gottlieba Schütza. Sporządzono listę „grzechów” oskarżonego – namawiania mężczyzn do nierządu i przekonanie jednego do stosunku oralnego. Łącznie w aktach sądowych wymieniono czterech mężczyzn, z którymi Schütz miał uprawiać sodomię, ale prawdopodobnie tylko go pociągnięto do odpowiedzialności a resztę uznano za poszkodowanych. Karą w tym przypadku była chłosta w obecności żony, dwa lata więzienia, a potem wygnanie z Gdańska. Jeszcze łagodniej zachował się sąd w Lublinie w 1691 wobec Elżbiety Petrosolinówny, kalwinki z Chmielnika, oskarżonej o lesbijstwo. Elżbieta dostała upomnienie by „uczciwość wszelką w życiu swym, a zwłaszcza z osobami katolickimi zachowywała”.
Istnieją akta sądowe innych przestępstw, wspominające o relacjach jednopłciowych bez użycia pejoratywnych określeń. Jednym z nich jest sprawa Michała Kucharczyka, oskarżonego o morderstwo żony pachołka w 1715. Według akt powszechną wiedzą było, że wójt Oszczadnicy sypiał ze swoim (nienazwanym w aktach) pachołkiem. Kiedy ten się ożenił, a jego żona zaszła w ciążę, Michał w zazdrości zaprowadził ją w ustronne miejsce i tam zabił. Związek dwóch mężczyzn był wspomniany w neutralny sposób jako fakt w sprawie morderstwa, co może wskazywać na to, że związki osób tej samej płci były cicho tolerowane, a nie aktywnie prześladowane.
W okresie baroku opinia publiczna ignorowała homoseksualizm. Uznawano go za wyjątek pochodzący z „zepsutego” Zachodu (lub równie „zepsutej” Turcji), który zdarzał się wśród mającej tam kontakty szlachty i wśród „chorych psychicznie”. Niektórzy wręcz pisali, „iż ten zły zwyczaj do nas nie przyszedł i dlatego szkoda go też było i wspominać” (uzasadnienie Łukasza Górnickiego, dlaczego jego Dworzanin Polski nie zawierał wątku homoseksualnego z oryginalnego włoskiego Il cortegiano Baltazara Castiglione). Uznawano też, że miłość lesbijska pochodzi z Turcji. XVIII-wieczni podróżnicy podzielali te poglądy i chwalili Polskę za obyczajowość, porównując ją korzystnie z sąsiadami. Oskarżenia o sodomię nadal wykorzystywano przeciwko wrogom politycznym, takim jak Władysław IV, Michał Korybut Wiśniowiecki i Jakub Sobieski.
Według pamiętnikarza Marcina Matuszewicza, książę Janusz Aleksander Sanguszko z Dubna, miecznik wielki litewski, „utrzymywał mężczyzn do amorów”. Jego żona, Konstancja Denhoff, dziedziczka wielkiej fortuny, wróciła do rodziców „nie odbierając od męża żadnych dowodów małżeńskich prócz jednego dzień dobry rano a dobranoc wieczór”, podczas gdy kochanek księcia, Karol Szydłowski otrzymał miasto Koźmin i 17 wsi. Sanguszko otwarcie utrzymywał faworytów aż do Kazimierza Chylińskiego, którego to ojciec chciał, by syn powrócił do swojej żony. Za sprawą jego knowań Kazimierz został aresztowany w Gdańsku na 12 lat. Po tym wypadku Sanguszko utrzymywał swoich kochanków w tajemnicy, aż do śmierci ojca, ale potem wrócił do starych nawyków. Według Michała Modzelewskiego Jerzy Marcin Lubomirski miał „paskudne wschodnie narowy” i podobnie jak Sanguszko otwarcie utrzymywał młodego Kozaka jako swojego faworyta, któremu ostatecznie kupił tytuł szlachecki od króla. Książę miał rozliczne związki z kobietami (w tym 4 małżeństwa, z których miał dzieci) i mężczyznami (innym kochankiem księcia miał być związany również z Sanguszką Karol Szydłowski), co można rozpatrywać w kategoriach biseksualności. Lubomirski wywołał też skandal w gazetach, pokazując się na warszawskim balu maskowym w 1782 w stroju kobiecym.
W okresie Oświecenia, mimo intelektualnej fascynacji antykiem i liberalizacji społeczeństwa, poglądy homofobiczne nie zniknęły. Medycy uznawali „dewiacje obyczajowe” (homoseksualność, kazirodztwo, zoofilia, etc.) za znak „mentalnej degeneracji”.

## Rozbiory
Po 1815, wszyscy trzej rozbiorcy jednoznacznie kryminalizowali stosunki homoseksualne W Kodeksie Karzącym dla Królestwa Polskiego z 1817 r. (art. 444) sankcją za „cielesne lubieżności przeciw naturze” było zamknięcie w domu poprawy na okres od trzech miesięcy do jednego roku. W Prusach kodeks karny Rzeszy z 1871, w Austrii Ustawa karna austriacka z 1852 również penalizowały stosunki homoseksualne. Kodeks Kar Głównych i Poprawczych z 1845 karał zesłaniem na Syberię za kontakty homoseksualne.

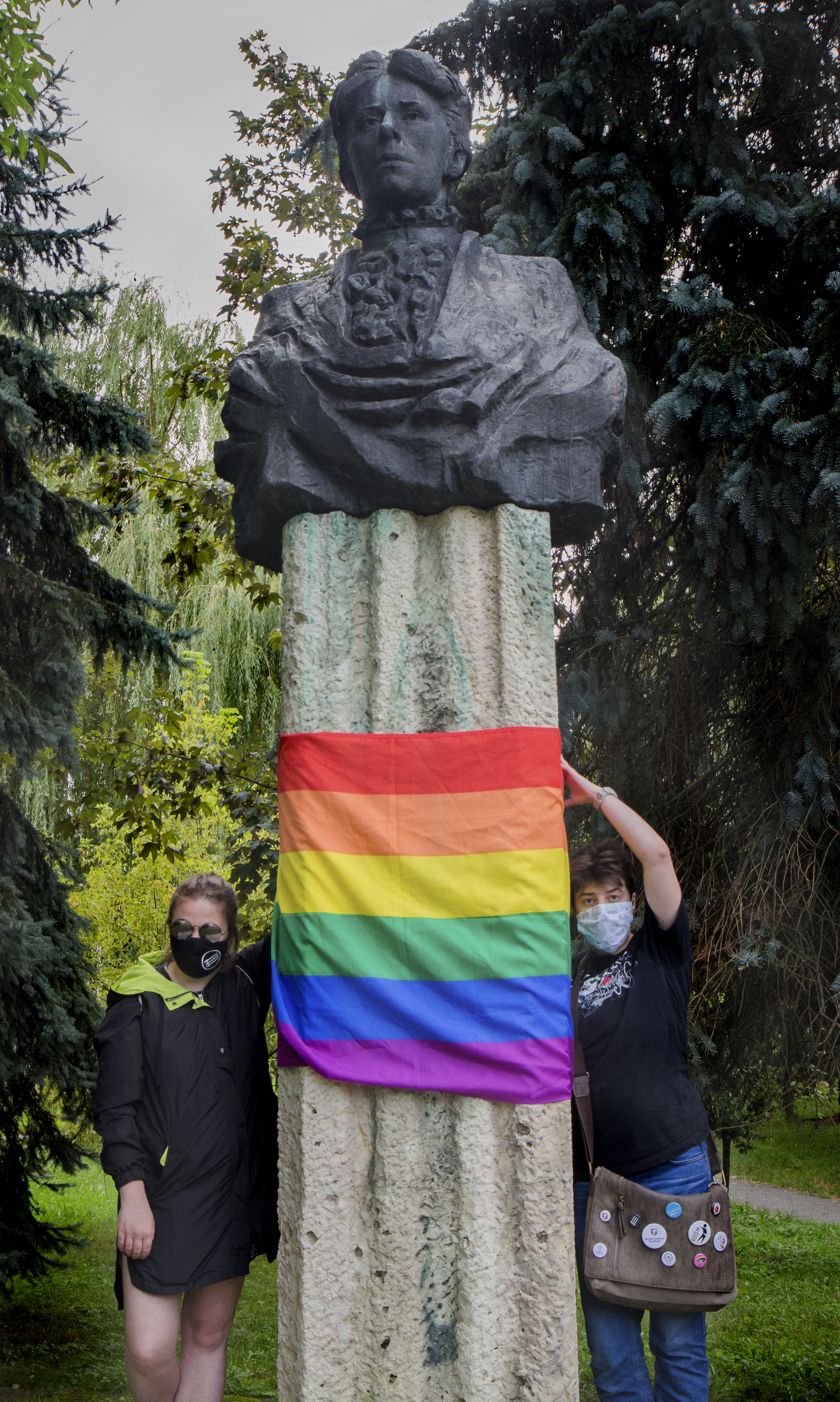
Tęczowa flaga na pomniku Marii Konopnickiej w Krakowie

W XIX wieku, również za sprawą nieobecności mężczyzn (powstania, wywózka na Sybir etc.), Polki często wykonywały typowo męskie zadania, takie jak finansowe zarządzanie gospodarstwem domowym. Normy społeczne na wsiach były mało surowe, dzięki czemu kobiety miały tam więcej wolności niż w miastach lub Europie Zachodniej. Znane są przypadki kobiet żyjących razem ze swoimi wieloletnimi towarzyszkami, na przykład Maria Konopnicka i Maria Dulębianka, Maria Rodziewiczówna i Helena Weychert oraz Paulina Kuczalska-Reinschmit i Józefa Bojanowska. Aktywistka na rzecz praw kobiet Romana Pachucka wspominała w swoich pamiętnikach, że w tych parach, jedna z kobiet prezentowała się bardziej męsko, a druga kobieco. Romans Narcyzy Żmichowskiej z Pauliną Zbyszewską, córką magnata, zainspirował później powieść Poganka (w której alter ego Żmichowskiej jest postacią męską). Urodzona w Szczecinie córka polskiego hrabiego, Felicita Vestvali, podróżowała po Europie i Stanach jako sławna aktorka i śpiewaczka operowa (ról spodenkowych), zyskując uznanie Abrahama Lincolna i Napoleona III, a jednocześnie będąc zadeklarowaną lesbijką i „wroginią mężczyzn” („Männerfeindin”).
W 1907, pisarz Piotr Odmieniec Włast, zmienił imię z Maria Komornicka i ogłosił się mężczyzną. Od tego momentu pisał pod tym imieniem i konsekwentnie żądał używania męskich form gramatycznych, również kiedy spowodowało to wysłanie Własta do azylu.

## II Rzeczpospolita
Magazyn Wiadomości Literackie, do którego pisało wielu znanych pisarzy, często podejmował tematy łamiące polskie tabu seksualne i moralne, takie jak użycie antykoncepcji, menstruacja, czy homoseksualność. Najbardziej znanymi rzecznikami zmian obyczajowych byli Tadeusz Boy-Żeleński i Irena Krzywicka. Byli oni znani jako propagatorzy tzw. „reformacji (czytaj: dereformacji) obyczajów”. W 1932 r. ukazał się pierwszy dodatek do Wiadomości Literackich pt Życie Świadome, poświęcony sprawom obyczajowym. Pojawiły się wtedy opinie, że „Wiadomości Literackie” zmieniają się w „Wiadomości Ginekologiczne”. W 1935 Boy-Żeleński, Wincenty Rzymowski, Krzywicka, i inni założyli Ligę Reformy Obyczajów.
Łamiące tabu dyskusje dotyczyły tylko kręgów literackich i ruchów emancypacyjnych, podczas gdy większość katolickiego społeczeństwa nadal uznawała homoseksualność za grzech i zachowywała homofobiczne poglądy. Pisarze umieszczali w swoich pracach homoerotyczne wątki i psychoanalizy homoseksualnych i biseksualnych postaci. Wiele postaci świata kultury, takich jak Jarosław Iwaszkiewicz i Maria Dąbrowska nie ukrywało swojej orientacji we własnych kręgach. Wątki homoerotyczne pojawiają się m.in. w powieściach Jarosława Iwaszkiewicza, Zofii Nałkowskiej (Romans Teresy Hennert), Jana Parandowskiego (Król Życia, Adam Grywałd) i w operze Król Roger otwarcie homoseksualnego kompozytora Karola Szymanowskiego. Maszynopis jego powieści Ephebos spłonął we wrześniu 1939 w mieszkaniu Iwaszkiewicza. Obecna była również literatura lesbijska - w 1933 zostały wydane trzy powieści: tłumaczone Źródło samotności Radclyffe Hall, Anetka Marii Modrakowskiej i Przygoda w nieznanym kraju Anieli Gruszeckiej. Świadectwo anonimowej polskiej Żydówki, która przeczytała Źródło samotności przed wojną, i potem mówiła, że przetrwała obóz koncentracyjny jako 12 latka, bo "chciała żyć wystarczająco długo, by pocałować kobietę", sugeruje, ze treści te trafiły do polskich lesbijek.
Pod koniec lat dwudziestych warszawską pederastję tropiła VI Brygada Sanitarno-Obyczajowa miejskiej policji, która w 1927 r. zorganizowała obławę na lokalnych pikietach. W 1925 r. do zadania dołączyły kobiety z I Brygady policjantek pod dowództwem Stanisławy Paleolog, które odpowiadały za aresztowania pikietowców w 1927 r. Wielu aresztowanych stanowili mężczyźni z klasy robotniczej, identyfikujący się jako „ciota”, noszący makijaż i używający żeńskich pseudonimów oraz form gramatycznych.
Życie homoseksualne toczyło się także na wsi, jak pokazuje suwalski proces Stefana Góralskiego i Marjana Kuleszyńskiego z 1925 roku. Obaj mężczyźni poznali się w 1922 r., jadąc na Kresy, a następnie po złożeniu tajnej przysięgi, interpretowanej jako „tajny rytuał małżeński osób tej samej płci”, przenieśli się do Suwałk. Kiedy związek się rozpadł, Góralski doniósł na Kuleszyńskiego władzom. Podczas rozprawy przesłuchiwani mieszkańcy mówili o braku „nienormalności” lub „perwersji seksualnej” u oskarżonych, sugerując, że akceptują ich w społeczności. W maju 1925 r. Kuleszyński i Góralski zostali skazani na 3 miesiące więzienia na podstawie paragrafu 516 rosyjskiego kodeksu karnego z 1903 r.
W 1932 polski kodeks karny dekryminalizował stosunki homoseksualne (przewidując jednak karę do trzech lat pozbawienia wolności za przestępstwo prostytucji homoseksualnej). Jednym z powodów była ochrona homoseksualnych mężczyzn z wyższych sfer przed szantażem, drugim eugenistyczne przekonanie polskich psychiatrów, że homoseksualizm jest dziedziczony genetycznie, bojących się, że prześladowani geje będą się żenić z kobietami i przekazywać genetycznie swoją „wadę”. Wpłynęło to na brak źródeł historycznych (takich jak raporty policji czy akta sądowe) na temat kultury gejowskiej międzywojnia w stosunku do innych krajów europejskich.

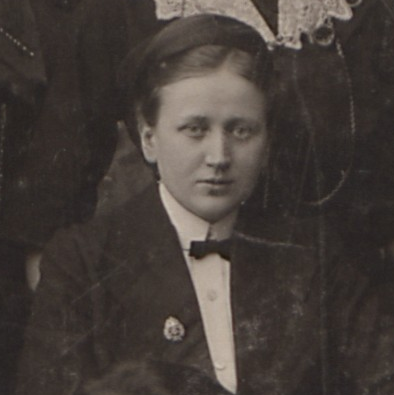
Zofia Sadowska

Historie osób LGBTI pojawiały się w prasie jako „sensacyjne”, tak jak w wypadku artykułów o morderstwie prawnika Konrada Meklenburga we wrześniu 1923, wspominających o „anomaliach seksualnych” denata i „byciu widzianym z młodymi chłopcami” jako motywach zbrodni, oraz o tym, że Meklenburg był skazany na więzienie za akty homoseksualne w Niemczech. W listopadzie 1923 warszawski brukowiec „Express Poranny” (a po nim inne warszawskie i nie tylko gazety), opublikował skandaliczne oskarżenia wobec otwartej feministki i lesbijki, doktor Zofii Sadowskiej. Gazeta twierdziła, że lekarka miała uwodzić swoje pacjentki (w tym nieletnie), organizować lesbijskie orgie sadystyczne, prowadzić dom publiczny i podawać pacjentkom narkotyki, żeby je od siebie uzależnić (śledztwo policji nie udowodniło prawdziwości tych oskarżeń). Artykuły te rozpoczęły trwający wiele lat „skandal starogrecki” (lesbijski), związany z osobą dr Sadowskiej, z kilkoma sprawami sądowymi o zniesławienie, w których brały udział ważne osoby życia publicznego, raportowanymi w prasie na bieżąco. Podczas procesu, pytana przez obrońcę Sadowska stwierdziła, że „zarzut uprawiania miłości lesbijskiej nie jest dla kobiety hańbiący”. W wyniku skandalu postać Sadowskiej jako naukowczyni i lekarki zniknęła z pamięci publicznej. Warszawskie tabloidy doniosły też o "Balu sztucznych biustów" przy ul. Kruczej w 1924, opisując kobiece stroje, pseudonimy i zwyczaje miejskiej sceny homoseksualnej.
Inną znaną postacią, która przyciągnęła uwagę prasy, była lekkoatletka Zofia Smętek, której „męski” wygląd i sukcesy sportowe były źródłem plotek w prasie i skeczy kabaretowych. W 1937 lekarze potwierdzili interpłciowość atletki, a Smętek postanowiła przejść tranzycję i operację korekty płci do męskiej. Oficjalne ogłoszenie w prasie wywołało wzrost zainteresowania sprawą, również za granicą, a Witold Smętek (takie imię przybrał sportowiec) w 1939 udzielił wywiadu agencji Reuters i stał się bohaterem książki Confession amoureuse d’une femme qui devint homme (Wyznanie miłosne kobiety, która stała się mężczyzną).

## II wojna światowa
Przez wiele lat twierdzono, że podczas okupacji nazistowskiej w Europie osoby homoseksualne w Polsce nie były specjalną kategorią skazaną na zagładę, i w przeciwieństwie do homo- i biseksualnych Niemców nie byli skazywani na mocy Paragrafu 175. Obecnie wiadomo, że jest to przekonanie błędne, a losy i akta homo- i biseksualnych (oraz transkobiecych) Polaków są odkrywane i opisywane. Najbardziej znanym Polakiem skazanym na mocy Paragrafu 175 był Teofil Kosiński. Wbrew powszechnemu przekonaniu karano również Polaków w związkach z Polakami tej samej płci, przede wszystkim na terenach wcielonych do Niemiec. Na terenie Generalnego Gubernatorstwa homoseksualne relacje polsko-polskie były badane przez policję kryminalną, która mogła ich deportować z Polski lub traktować arbitralnie, np. karą śmierci. W obozach Polacy skazani na mocy Paragrafu 175 bywali traktowani jako „więźniowie polityczni” i dostawali czerwone trójkąty. Świadectwem przeżyć polskich więźniów homoseksualnych jest literatura pamiętnikarska z tego okresu, a wśród nich Z Auszwicu do Belsen Mariana Pankowskiego, Anus mundi Wiesława Kielara czy Czwartki dla ubogich Romana Bratnego.
Polskie więźniarki w powojennych świadectwach zazwyczaj stosowały narrację, według której Polki w obozach miały nie wdawać się w relacje jednopłciowe, w przeciwieństwie do innych nacji. Homoseksualne doświadczenia Polek w trakcie uwięzienia w obozach i po wojnie tłumaczono traumą obozową i przemocą seksualną. Dotychczas nie udało się odnaleźć żadnej sprawy karnej przeciwko kobiecie oskarżonej o relacje seksualne z inną kobietą. Znaną ofiarą Holocaustu jest Ewa Zloczewer, polska Żydówka, deportowana w latach 20. z USA do Europy za „próbę uwiedzenia policjantki” i publikację „nieprzyzwoitej” książki Lesbian Love. Zloczewer bezskutecznie próbowała wrócić do Stanów, ale podczas wojny mieszkając we Francji została z partnerką (Hellą Olstein, również polską Żydówką) aresztowana, a następnie zamordowana w Auschwitz.
Podczas II wojny światowej późniejszy Sprawiedliwy wśród Narodów Świata Stanisław Chmielewski obiecał swojemu żydowskiemu partnerowi Władysławowi Bergmanowi chronić jego matkę, kiedy Bergman wyjechał na front (Bergman zginął pod Tobrukiem). To doprowadziło go do zorganizowania nieformalnej siatki konspiracyjnej, która skupiała różne klasy i przynależności polityczne oraz zapewniała schronienie i Kennkarty Żydom, takim jak Janina Bauman. Według Gunnara S. Paulssona większość siatki składała się z gejów, którzy znali się już przed wojną.

## PRL
W 1948 prawny wiek zgody dla wszystkich aktów seksualnych został ustalony jako 15 lat. Kryminalizacja stosunków homoseksualnych, przede wszystkim męskich, w większości krajów bloku komunistycznego, ominęła Polskę. Istniejące od 1932 r. liberalne w tym zakresie prawo zostało utrzymane. Partia rządząca aktywnie cenzurowała informacje dotyczące raportu Kinseya, który po raz pierwszy w historii badań seksuologicznych gruntownie zanalizował kwestię homoseksualności. Powstawała (przede wszystkim naokoło pikiet) subkultura gejowska, która była hermetyczna i zamknięta na obcych. Zamknięte kręgi przyciągały wszelkiego rodzaju przestępców, dochodziło więc do kradzieży, szantaży, morderstw. Milicja w związku z tym próbowała ustalić, czy orientacja seksualna była czynnikiem wpływającym na aktywność kryminalną. Inwigilacja i zainteresowanie milicji nie dotyczyła lesbijek i kobiet biseksualnych, które były „niewidoczne” w życiu publicznym. Według Lukasza Sculza z Uniwersytetu w Antwerpii, geje w Polsce lat 80. byli narażeni na przemoc ze strony heteroseksualnych mężczyzn.
Pierwsza, pionierska operacja korekty płci (M/K) w Polsce została przeprowadzona w 1963 w Szpitalu Kolejowym w Międzylesiu pod Warszawą, kolejne były regularnie przeprowadzane 20 lat później. Pierwszy zabieg korekty płci u trans mężczyzny odbył się w roku 1983. Pierwsze zapisane spotkanie dotyczące transpłciowości, w którym brały udział osoby transpłciowe, miało miejsce 10 grudnia 1985 w Zakładzie Seksuologii i Patologii Więzi Międzyludzkich Centrum Medycznego Kształcenia Podyplomowego w Warszawie. Zapis dyskusji został opublikowany w książce Apokalipsa Płci Kazimierza Imielińskiego i Stanisława Dulko.

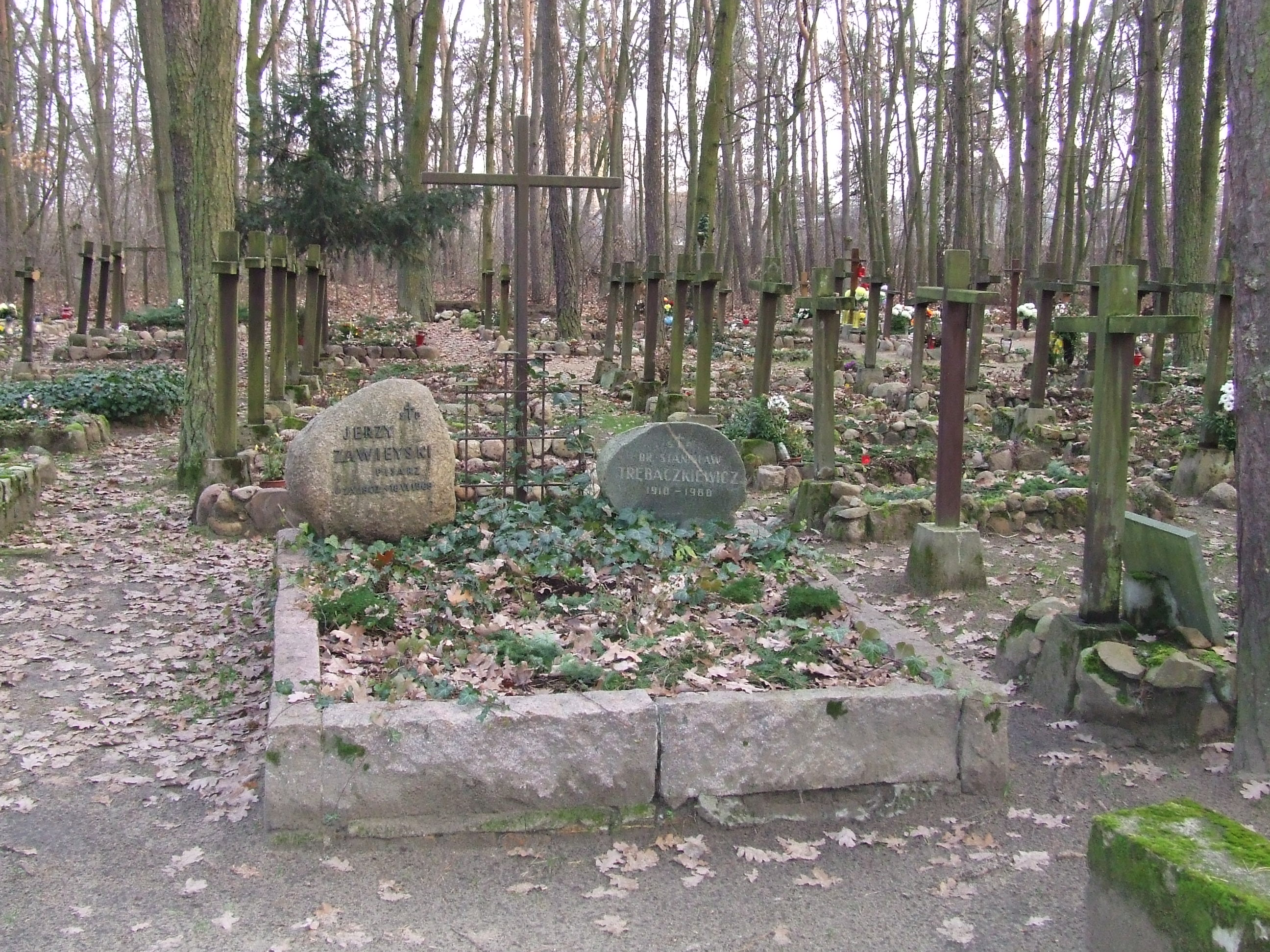
Wspólny grób Jerzego Zawieyskiego i Stanisława Trębaczkiewicza

Kościół Katolicki, ośrodek opozycji przeciwko reżimowi i ważna część polskiego życia społecznego, wpływał na to, że homoseksualność pozostała skandalem i tematem tabu w wielu grupach społecznych. Nie zmienia to faktu, że nie była to wykładnia wszystkich osób związanych politycznie i/lub osobiście z Kościołem, jak poseł reprezentujący katolicką opozycję, Jerzy Zawieyski – gej żyjący z partnerem, Stanisławem Trębaczkiewiczem. W latach 70, kiedy ruchy gejowskie rosły na znaczeniu w Europie Zachodniej i niektórych krajach Bloku Wschodniego (NRD, ZSSR), polska subkultura gejowska pozostawała mniej aktywistyczna i pasywna politycznie. Jest to przypisywane wpływowi katolicyzmu na polskie społeczeństwo i brakowi kryminalizacji stosunków homoseksualnych.
Korzeni polskiego ruchu gejowskiego można dopatrywać się w listach pisanych do zachodnich organizacji gejowskich takich jak HOSI Wien i w reakcjach na kryzys AIDS. W 1982 HOSI Wien stworzyło podjednostkę poświęconą Europie Wschodniej, Bank Informacji Europy Wschodniej (EEIP – Eastern Europe Information Pool), która wykonywała pionierską pracę kontaktując się z i pomagając nowym, małym grupom LGBT w Europie Wschodniej. Ich działalność zwróciła również uwagę Międzynarodowego Stowarzyszenia Lesbijek i Gejów (ILGA), w którym przeważały zachodnie organizacje nieznające sytuacji w Europie Wschodniej. Andrzej Selerowicz, współpracujący z EEIP, gościł konspiracyjne spotkania osób LGBT w 1983 i 1984, i pomimo tego, że wielu gości miało poczucie wstydu związane z poruszaniem głośno spraw LGBT, te spotkania zapoczątkowały inicjatywy, takie jak nowe grupy czy wydawany jako bibuła magazyn Etap. W 1985 roku artykuł Jesteśmy inni w tygodniku Polityka wywołał narodową dyskusję na temat homoseksualności. W tym samym roku Ministerstwo Zdrowia powołało urząd pełnomocnika ds. AIDS z dziesięcioosobowym zespołem ekspertów nt. AIDS. Było to na rok przed pierwszym oficjalnie zanotowanym przypadkiem AIDS w Polsce.
Normalne serce, autobiograficzna sztuka Larry’ego Kramera, miała polską premierę w 1987 w Teatrze Polskim w Poznaniu, reżyserem był Grzegorz Mrówczyński. W obsadzie byli Mariusz Puchalski jako Ned Weeks i Mariusz Sabiniewicz jako Tommy Boatwright, Andrzej Szczytko jako Bruce Niles i Irena Grzonka jako dr Emma Brookner. Teatr Telewizji pokazał sztukę 4 maja 1989, na miesiąc przed pierwszymi wolnymi wyborami po 1928.
W 1988 r. ukazała się jedna z pierwszych w Polsce publikacji medycznych w całości traktujących o homoseksualności. Wydawnictwa Lekarskie PZWL opublikowały książkę Homoseksualizm prof. dr. hab. Krzysztofa Boczkowskiego. Publikacja była wznawiana do 2003 r. (wydawnictwo Inter Esse). Książka zawierała wiele informacji, które już w owym czasie były przestarzałe pod względem wiedzy naukowej, jednak w Polsce nawet tej jakości informacje były nowością.

### Akcja „Hiacynt”
Władze PRL-u wykorzystywały tradycyjne uprzedzenia i postawy wobec homoseksualności jako środek szantażu, żeby rekrutować szantażowanych jako współpracowników wywiadu. Kulminacją tych praktyk była Akcja „Hiacynt” rozpoczęta 15 listopada 1985, na rozkaz Ministra Spraw Wewnętrznych Czesława Kiszczaka. Tego ranka na różnych uczelniach, w fabrykach i w biurach Polski funkcjonariusze Służby Bezpieczeństwa aresztowali mężczyzn podejrzewanych o homoseksualność lub kontakty z „grupami homoseksualnymi”. Celem akcji było stworzenie narodowej bazy danych polskich homoseksualistów i osób będących z nimi w kontakcie, a rezultatem była rejestracja ok. 11 000 ludzi. Oficjalna wykładnia państwowej propagandy twierdziła, że powodami akcji były:
- strach przed nowo odkrytym wirusem HIV, jako że homoseksualiści byli uważani za grupę ryzyka,
- kontrola „homoseksualnych gangów” (jako że subkultura gejowska była hermetyczna)
- walka z prostytucją.

Istnieją podejrzenia że akcja była nie tylko sposobem na pozyskanie współpracowników przez szantaż, ale też była wycelowana w rodzący się ruch praw człowieka. Aktywista gejowski Waldemar Zboralski we wspomnieniach twierdził, że powodem ataku na organizacje gejowskie była ich korespondencja z zachodnimi organizacjami. W 2005 ujawniono, że „różowe teczki” ofiar operacji nadal są przechowywane w IPN. Pomimo próśb aktywistów LGBT o ich zniszczenie, IPN twierdził, że takie działanie byłoby nielegalne.

### Warszawski Ruch Homoseksualny

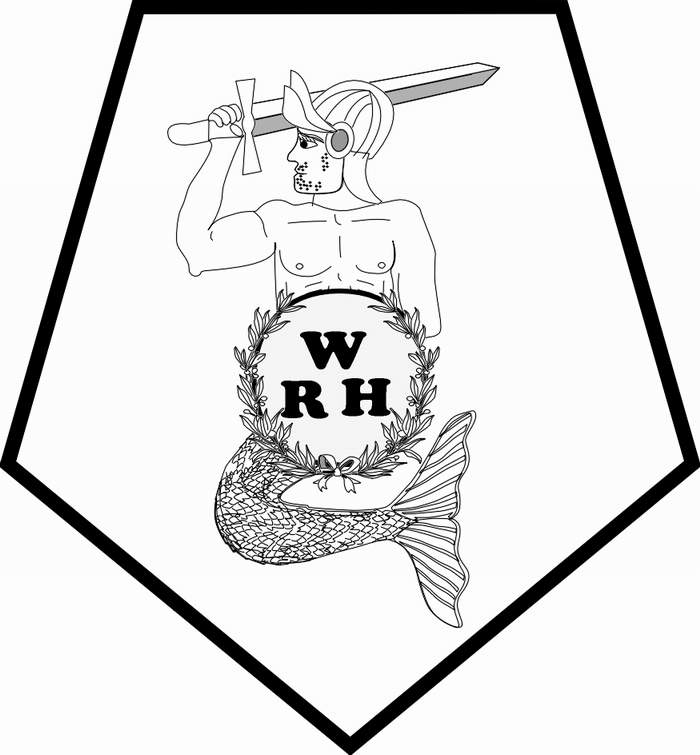
Symbol WRH – męski Syrenek z tarczą z napisem WRH

W reakcji na Akcję Hiacynt, WRH założono na prywatnym spotkaniu w 1987. Założycielami byli aktywiści tacy jak Waldemar Zboralski, Sławomir Starosta i Krzysztof Garwatowski. Pierwotnie członkami WRH byli tylko homoseksualni mężczyźni, ale lesbijki zaczęły dołączać w 1 miesiącu aktywności.
Pierwsze działania WRH skupiały się na bezpiecznym seksie, prewencji AIDS i promowaniu testowania na HIV. Reakcja polskich mediów i ministerstwa zdrowia była pozytywna, w przeciwieństwie do reakcji generała Czesława Kiszczaka. Na skutek jego decyzji odmówiono rejestracji stowarzyszenia o nazwie „Warszawski Ruch Homoseksualny”. Uzasadniano to obawami, że takie stowarzyszenie naruszałoby zasady moralności publicznej, względnie uzasadniając to obawami przed reakcją kościoła rzymskokatolickiego.
Warszawski Ruch Homoseksualny, pod nazwą „Warsaw Homosexual Movement”. został dwukrotnie umieszczony w raportach Radia Wolna Europa o niepodległych organizacjach działających w PRL, sporządzonych przez jej analityka politycznego ds. Europy Środkowej, Jiříego Pehe w roku 1988 oraz 1989.

## III Rzeczpospolita
28 października 1989 stowarzyszenie grup Lambda zostało założone, a zarejestrowane zostało przez sąd wojewódzki w warszawie 23 lutego 1990. Jego priorytetami były m.in. szerzenie tolerancji i świadomości oraz prewencja HIV. W związku z rozpowszechnianiem się AIDS, wiosną 1990 Jarosław Ender i Sławomir Starosta rozpoczęli kampanię Kochaj, nie zabijaj, żeby szerzyć świadomość na temat AIDS wśród młodych.

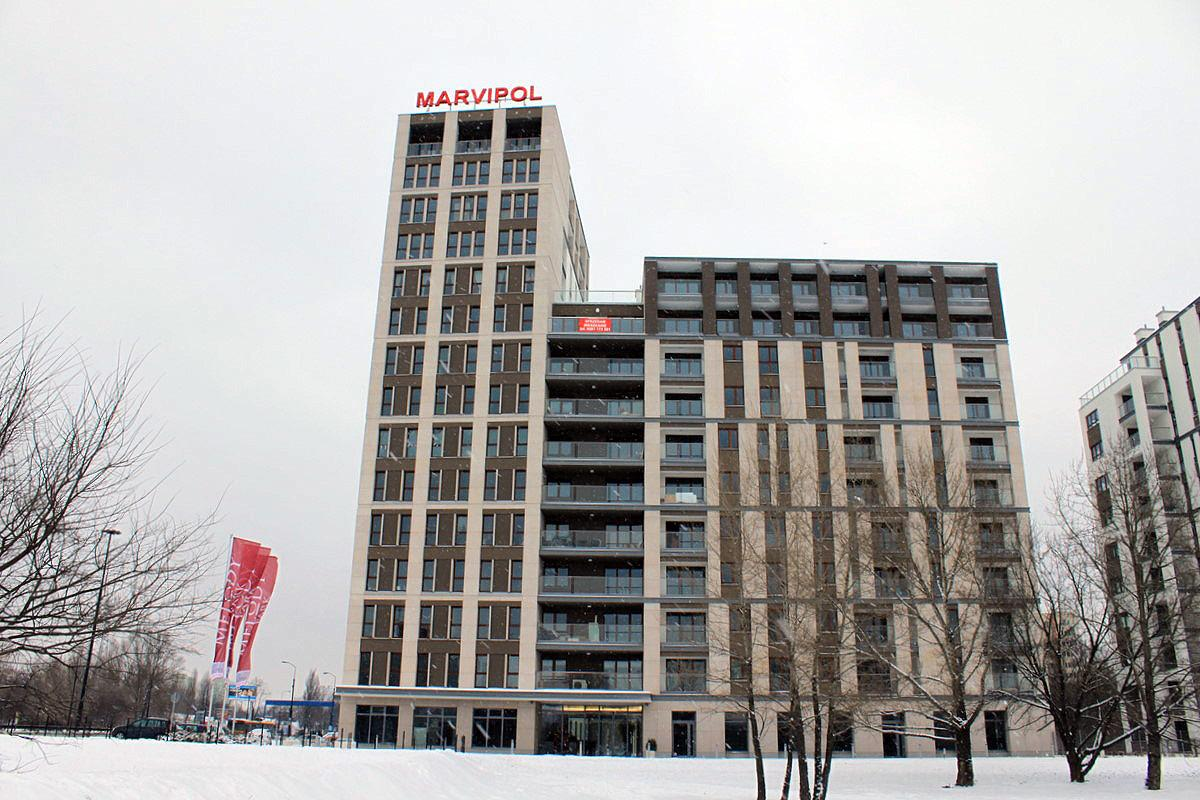
Puławska 255/257, adres Café Fiolka

Pierwszy numer Inaczej, magazynu mniejszości seksualnych lub „kochających inaczej” (co stało się popularnym eufemizmem w języku polskim), wydano w czerwcu 1990. Inicjatorem był Andrzej Bulski, pod pseudonimem Andrzej Bul. Był właścicielem wydawnictwa Softpress, które wydawało książki o tematyce LGBT w latach 90. 7 października 1990 otwarto klub Café Fiolka na Puławskiej 257 w Warszawie – pierwszy oficjalny klub gejowski w Polsce. Fiolkę zamknięto w 1992 po powtarzających się aktach wandalizmu.
Pierwszy oficjalny coming out w polskich mediach nastąpił w sierpniu 1992, w opublikowanym w magazynie Pani wywiadzie z aktorem Markiem Barbasiewiczem. Pierwszym lesbijskim coming outem było oświadczenie Izabeli Filipiak w magazynie Viva w 1998.
Pomimo rodzącego się aktywizmu LGBT, niektórzy politycy nadal decydowali się traktować osoby LGBT jako polityczny straszak, w celu zdobycia popularności. W taki sposób zadziałał Kazimierz Kapera, wiceminister zdrowia, odwołany ze stanowiska przez premiera Jana Krzysztofa Bieleckiego w maju 1991 po powiedzeniu w telewizji publicznej że homoseksualizm jest zboczeniem i powodem epidemii AIDS.
14 lutego 1993 odbyła się związana z Lambdą demonstracja pod kolumną Zygmunta, apelująca o „prawo do miłości”. Była to pierwsza publiczna manifestacja LGBT w Polsce. W 1998 odbył się happening w którym osoby LGBT, w tym aktywista Szymon Niemiec, trzymały transparenty ze swoimi imionami i nazwiskami, mając na twarzy maski. Wiosną 1995 polscy imigranci w Nowym Jorku założyli organizację Razem, pomagającą polskim imigrantom LGBT w nawiązywaniu kontaktów między sobą i w integracji. Razem było częścią Lesbian & Gay Community Services Center (L&GCSC). W 1996, z inspiracji Olgi Stefanii, powstało OLA-Archiwum (Ogólnopolskie Feministyczne Archiwum Lesbijskie) zarejestrowane jako stowarzyszenie w 1998. W latach 1997–2000 OLA opublikowało osiem numerów feministycznego i lesbijskiego magazynu literackiego Furia Pierwsza. Pierwsza strona internetowa społeczności gejowskiej Inna Strona powstała we wrześniu 1996. Portal został przeniesiony potem na adres Queer.pl i pod tą nazwą nadal działa. W tym samym roku pojawiła się lesbijska strona internetowa Polish Lesbians’ Site. W 1998 po raz pierwszy rozdano nagrody Tęczowe Laury, przyznawane za promowanie tolerancji i szacunku wobec osób LGBT. Jarosław Ender i Sławomir Starosta byli pomysłodawcami. Wśród laureatów byli: Kora, Zofia Kuratowska, Monika Olejnik, Jerzy Jaskiernia, oraz Gazeta Wyborcza.

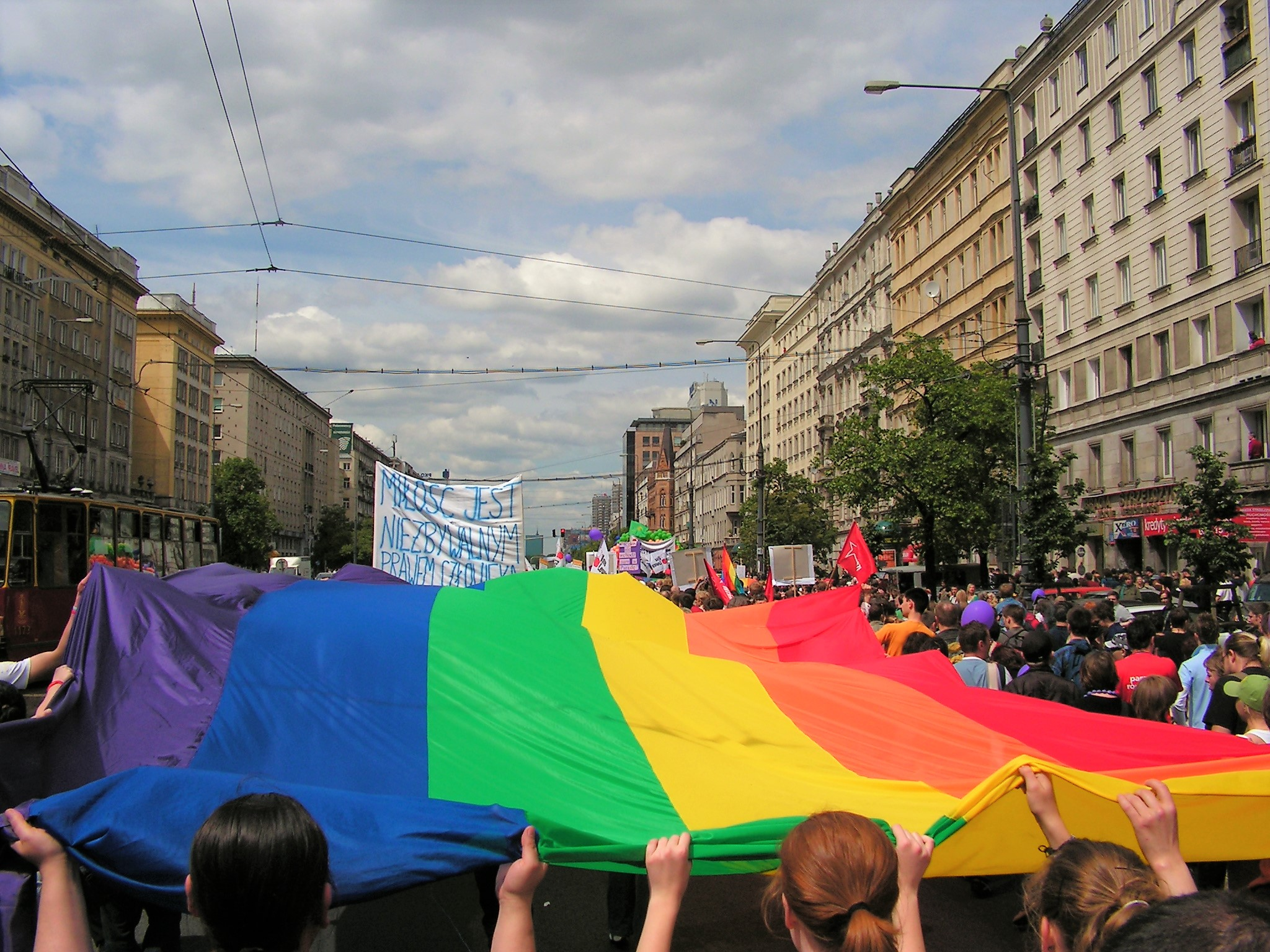
Parada Równości w Warszawie w 2006

2001 był rokiem pierwszej Parady Równości w Warszawie, na której pojawiło się ponad 300 osób. Był to pierwszy duży protest przeciwko dyskryminacji osób LGBT. W tym samym roku założono Kampanię Przeciw Homofobii. Byli oni odpowiedzialni za akcję Niech nas zobaczą z 2003. Była to pierwsza polska artystyczna kampania społeczna w sprawach osób LGBT i opierała się na 30 fotografiach autorstwa Karoliny Breguła. Przedstawiały one polskie pary jednopłciowe w normalnych ubraniach i pozach i były one pokazywane w galeriach i drukowane na billboardach, często wandalizowanych. W 2004 i 2005 władze Warszawy nie wydały pozwolenia na warszawską Paradę Równości, cytując m.in. możliwość kontrdemonstracji i możliwe nachodzenie na święta religijne lub państwowe. Ówczesny prezydent Warszawy, Lech Kaczyński i związana z nim partia PiS twierdzili, że pozwolenie na oficjalną organizację takiego wydarzenia byłoby promowaniem „homoseksualnego stylu życia”. W sprzeciwie wobec tej pozycji we wrześniu 2004 w Warszawie zorganizowano inne wydarzenie, Wiec Wolności, który przyciągnął 600 do 1000 uczestników. W odpowiedzi na zakaz z 2005, około 2500 osób uczestniczyło w nielegalnie zorganizowanej (jako akt obywatelskiego nieposłuszeństwa) 11 czerwca demonstracji, która skończył się kilkoma krótkimi zatrzymaniami. Wchodząc do Unii Europejskiej, Polska musiała w pełni wcielić prawa antydyskryminacyjne, również te związane z dyskryminacją na bazie orientacji seksualnej. 1 stycznia 2004 prawo zabraniające dyskryminacji w miejscu pracy ze względu na orientację seksualną stało się częścią kodeksu pracy.
W wyborach parlamentarnych w 2011 wybrano pierwszych w Polsce posłów będących wyoutowanymi osobami LGBT – Roberta Biedronia, geja, i Annę Grodzką, transpłciową kobietę, jedną z założycielek fundacji na rzecz osób transpłciowych Trans-Fuzja.

## Po 2015

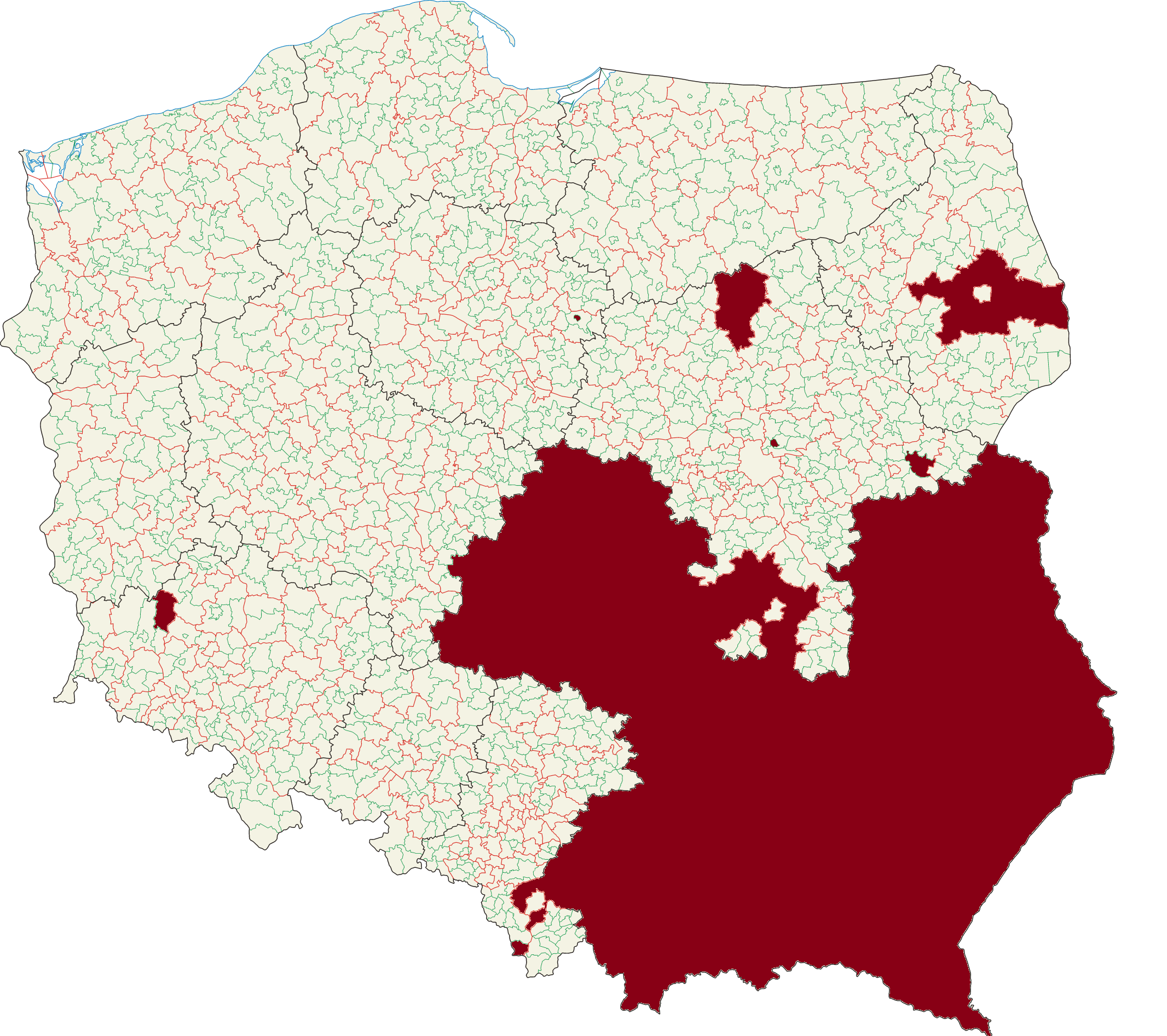
Mapa Polski z zaznaczonymi na czerwono strefami wolnymi od LGBT (w styczniu 2020) na poziomie województwa, powiatu lub gminy

Przed wyborami parlamentarnymi w 2015, rządząca partia Prawo i Sprawiedliwość przyjęła otwarcie poglądy antyimigracyjne, a przed wyborami parlamentarnymi w 2019 skupiła się na przeciwstawianiu się „zachodniej ideologii LGBT”. Niektóre polskie gminy, powiaty i województwa ustanowiły deklaracje tzw. „stref wolnych od LGBT”, częściowo w odpowiedzi na podpisanie deklaracji wspierającej prawa LGBTQ rights przez prezydenta Warszawy Rafała Trzaskowskiego. Deklaracje są symboliczne, ale sygnalizują wykluczenie społeczności LGBT. Tygodnik Gazeta Polska zapowiedział dodawanie do wydania naklejek dla czytelników „strefa wolna od LGBT”. Polska opozycja i dyplomaci, w tym ambasadorka USA w Polsce Georgette Mosbacher, potępili wydawanie tych naklejek. Sąd w Warszawie wydał oświadczenie, że dystrybucja naklejek powinna być wstrzymana przed wyrokiem w sprawie sądowej. Redaktor naczelny Gazety zignorował decyzję i powiedział, że to „fake news” i cenzura, oraz że gazeta nie planowała zatrzymać wydawania. Dystrybucja naklejek odbyła się, z napisem zmienionym na „Strefa wolna od ideologii LGBT”.
W sierpniu 2019 wiele osób LGBT wyrażało opinię, że nie czuli się bezpiecznie w Polsce. Międzynarodowa NGO All Out z siedzibą w Londynie i Nowym Jorku rozpoczęła anglojęzyczną kampanię przeciwko atakom, i około 10 000 osób podpisało ich petycję tuż po jej rozpoczęciu. W 2019 wzrosła ilość agresji skierowanej przeciwko marszom i paradom równości, w tym ataki na marsz w Białymstoku i zatrzymana przez policję próba ataku bombowego na lubliński marsz.
W październiku 2019 roku Telewizja Polska wyemitowała film Inwazja, który powszechnie został uznany za homofobiczny. Film ten zawierał materiały nakręcone ukrytą kamerą przez pracownika TVP udającego wolontariusza Kampanii Przeciw Homofobii. W wyniku pozwu wniesionego przez Kampanię Przeciw Homofobii o naruszenie dóbr osobistych, w 2020 r. sąd orzekł, że TVP musi usunąć film z YouTube i powstrzymać się od jego emisji przez rok.
W kampanii przed wyborami prezydenckimi w 2020 prezydent Andrzej Duda skupiał się na sprawach LGBT, mówiąc, że „LGBT to nie ludzie, to ideologia, gorsza niż komunizm”. Duda wygrał wybory z małą przewagą. Według raportu ILGA-Europe z 2020, Polska jest najgorszym krajem UE pod względem praw LGBT. 7 sierpnia 2020 47 osób aresztowano w wydarzeniach nazwanych później Tęczowa Noc. Część aresztowanych pokojowo protestowała przeciwko aresztowi aktywistki LGBT Margot Szutowicz z kolektywu Stop Bzdurom, podczas gdy część była przechodniami w okolicy protestu. Rzecznik Praw Obywatelskich krytykował naruszenie praw człowieka przez policję.
27 września 50 ambasadorów i przedstawicieli całego świata (w tym: reprezentujący Polskę w Komisji Europejskiej i UNHCR, pierwszy zastępca dyrektora Biura Instytucji Demokratycznych i Praw Człowieka OBWE, Szef Biura Międzynarodowej Organizacji ds. Migracji, Sekretarz Generalny Wspólnoty Demokracji) opublikowali list otwarty do polskich władz „Prawa człowieka to nie ideologia – są one uniwersalne. 50 ambasadorów i przedstawicieli się z tym zgadza” wspierający starania osób LGBT o równe prawa, szacunek dla praw człowieka, i potrzebę obrony przed przemocą i mową nienawiści; kończący się tekstem:

Prawa człowieka są uniwersalne i wszyscy, w tym osoby LGBTI, mają prawo w pełni z nich korzystać. Jest to kwestia, którą wszyscy powinni wspierać.

W październiku 2021 w Sejmie odbyło się pierwsze czytanie obywatelskiego projektu ustawy zakazującej organizowania marszów równości. Projekt skierowano do dalszych prac w komisji administracji i spraw wewnętrznych.
Osoby LGBT kontynuowały też walkę z dyskryminującymi ich prawami w sądach i trybynałach narodowych i międzynarodowych. Europejski Trybunał Praw Człowieka w Strasburgu przyjął skargi kilku par jednopłciowych, które zakwestionowały legalność praktyk polskich władz w analogicznych sytuacjach, np. Andersen przeciwko Polsce.
18 października 2024 Ministra ds. Równości Katarzyna Kotula z Lewicy przedstawiła projekt pierwszej w historii polskiej rządowej ustawy o związkach partnerskich (także dla par jednopłciowych). Po negocjacjach z rządowym koalicjantem PSL, usunięto z niego wcześniej planowany punkt dot. wewnętrzego przysposobienia. Projekt trafił do konsultacji międzyresortowych, podczas których mogą zajść w nim zmiany, w wyniku opinii z poszczególnych ministerstw. Po zakończeniu tego etapu, projekt ustawy trafi pod obrady Sejmu, gdzie odbędzie się pierwsze czytanie. W przypadku akceptacji przez większość posłów, projekt przejdzie do dalszych prac w komisjach. Istnieje również możliwość wprowadzenia poprawek na etapie prac parlamentarnych. Jeśli ustawa zostanie przyjęta, będzie to pierwszy krok w kierunku formalizacji związków partnerskich w Polsce, co może wpłynąć na prawa par nieheteronormatywnych oraz dalsze dyskusje na temat równości małżeńskiej.